# Бас-данс
Бас-данс (фр. basse danse букв. низкий танец) — придворный танец в умеренном темпе, распространённый во Франции, Италии (итал. bassa danza, bassadanza), Бургундских Нидерландах во второй половине XV и в XVI веках (первое упоминание в 1320). Помимо специального значения термин «бас-данс» используется как собирательный для всех медленных придворных танцев без прыжков (павана, аллеманда, поздняя сарабанда и другие).

## Основное деление бытовых танцев эпохи
В эпоху раннего Возрождения характерно противопоставление танцев медленного и более оживленного движения (итал. bassa danza и итал. alta danza). Оно встречается как на балах, так в зарождающейся профессиональной музыке уже в позднем Средневековье.
В низких танцах не было прыжков, и ноги почти не поднимались над полом — отсюда и название. Помимо хореографического, есть и музыкальное объяснение названия —  они исполнялись инструментами низкого регистра. Вследствие отсутствия быстрых па и прыжковых движений, характерных для «высоких танцев», бас-дансы часто называли «променадными».
В высоких танцах (исп. аlta danza, итал. аlta danza, фр. haute danse) хороводного движения, напротив, танцующие вертелись и подпрыгивали (мореска, гальярда, вольта, сальтарелло, различные виды бранлей и прочие).

## История
Первое упоминание низкого танца найдено в поэме на окситанском языке 1320-х годов (автор — Раймон де Корнет; Raimon de Cornet), где описано исполнение танцев этого жанра жонглёрами.
Подробное описание низкого танца дали итальянский мастер танца Доменико из Пьяченцы и его последователи Гульельмо Эбрео и Антонио Корнацано. С лёгкой руки Доменико из Пьяченцы бас-данс стали называть «королевой» танца. Согласно разъяснениям Антонио Корнацано, в нижних танцах не используется одно из девяти естественных танцевальных движений — высокий прыжок (movimento). При этом у данных итальянских теоретиков танца присутствует некий терминологический разнобой: movimento означает высокий прыжок у Корнацано, а у его учителя Доменико этим термином называется движение, в котором поднимаются на цыпочки перед следующим шагом (а у Корнацано такое движение названо alzamento, что значит просто «приподнимание»).
Корнацано приводит систему размеров, которые, как он говорит, все выводятся из размера танца пива. Они представлены как лестница, первая ступень которой — пива. Это неблагородный, сельский размер, объясняет Антонио, поскольку раньше его играли пастухи на свирелях. Если проследить далее за этой лестницей, чьи ступени расширяются от размера к размеру, можно прийти к бассадансу, который «коронует» верхнюю ступень. Таким образом, у Корнацано отправной точкой систематизации является размер пивы, в отличие от Доменико, у которого все размеры выводятся из бассаданса, «королевы всех размеров».
Печатные образцы сочинений по низким танцам составлялись и издавались Пьером Аттеньяном (1529, 1530, 1547-1557), Тильманом Сузато (1551), а также приведены в трактате «Орхезография» Туано Арбо, опубликованном в 1589 году.

## Мелодия
Одна из самых старых и, несомненно, самая распространённая мелодия бас-данса – La Spagna (Испания). Существует более 250 её версий, которые составили основу для многоголосных обработок Жоскена Депре, Хенрика Изака, Франсиско де ла Торре, Костанцо Фесты, Диего Ортиса, Иоанна Гизелина (инструментальная) и многих других композиторов XV–XVI вв.
Вследствие международного успеха мелодия стала известна по всей Европе под разными, но связанными с Испанией названиями, такими как «Castille», «Tenore del Re di Spagna», «Casulle la novele» (Новая Кастилия). Последнее название приведено в трактате Мишеля Тулуза «Sensuit lart et instruction de bien dencer» («Наставление в искусстве совершенного танца»), который был опубликован в Париже в 1496 году.

## Хореография
Благодаря сохранившемуся трактату в Королевской библиотеке Бельгии в Брюсселе («Рукопись бас-дансов Марии Бургундской» 1495 года) сведения о составляющих низкого танца (вместе с хореографией конкретных примеров) сохранилась до настоящего времени. В низких танцах существует четыре вида па: pas simple («простое па), pas double («двойное па»), démarche («демарш»; также известный как реприза) и branle («бранль»). Также имеется révérence («реверанс»), исполняемый до или после самого танца.
Музыка для бас-данса, имеющая часто хоральный склад, обычно импровизировалась на основе cantus firmus. Свободной хореографии соответствовала и незамкнутая (открытая) музыкальная структура с произвольным количеством разделов. В этом сказывалась преемственность бас-данса по отношению к средневековым танцам, в частности к эстампи. Для исполнения бас-данса употреблялись различные инструментальные составы: лютня, арфа и барабан; тромбон, флейта с малым барабаном и др.
В музыкальных источниках XIV- начала XV веков обычны группировки танцев по 2: 1-й танец каждой пары выдержан в четном размере и медленном темпе, 2-й — в 3-дольном размере и быстром темпе. Больше других были распространены пары павана — гальярда и пассамеццо — сальтарелло.
В качестве одной из частей, бас-данс входил в ранние инструментальные сюиты. За бас-дансом часто следовал турдион c более быстрым темпом, что составляло типичную пару танцев (медленный —  быстрый) —  как павана и гальярда в поздней сюите.

## Первоисточники
- Manuscrit des basses danses de Marie de Bourgogne, рукопись MS 9085 в «Королевской библиотеке Бельгии», 1495 год
- L'Art et instruction de bien dancer, Michel Toulouse, Paris, не позднее 1496 года
- L'Orchesographie et traicté en forme de dialogue par lequel toutes personnes peuvent facilement apprendre & practiquer l'honneste exercice des dances, Thoinot Arbeau, Langres, 1588

## Внешние ссылки
- Early Music Printing Архивная копия от 1 февраля 2018 на Wayback Machine (на английском)
- El RENACIMIENTO: La Spagna (a 5) Архивная копия от 22 апреля 2018 на Wayback Machine (на испанском)
- Обзор встречаемости мелодии La Spagna в различных европейских источниках Архивная копия от 26 сентября 2018 на Wayback Machine (запись радиопередачи на испанском)
- Неполные, малоизвестные и переводные первоисточники по европейским танцам XV века Архивная копия от 22 апреля 2018 на Wayback Machine
- Toulouze: L'art Et Instruction De Bien Dancer Архивная копия от 19 января 2018 на Wayback Machine (скан оригинального издания)
- Vintage Dance Manuals Архивная копия от 22 апреля 2018 на Wayback Machine (на английском)